# Stefan Kaltenbrunner
Stefan Kaltenbrunner (* 1967 in Vöcklabruck in Oberösterreich) ist ein österreichischer Journalist. Von 2019 bis 2023 war er Chefredakteur des österreichischen Nachrichtensenders PULS 24. Er war Chefredakteur des Onlineportals der österreichischen Tageszeitung Kurier. Davor war er bis November 2015 Chefredakteur des österreichischen Monatsmagazins Datum. Von September 2018 bis Juli 2019 war er Chefredakteur digital der Medienplattform Addendum.

## Ausbildung
Aufgewachsen in Ampflwang im Hausruckwald studierte Kaltenbrunner nach dem Abschluss der Matura in Bad Ischl von 1988 bis 1996 Arabistik und als Nebenfach Afrikanistik an der Universität Wien, an der Witwatersrand University in Johannesburg, in Sanaa und in Kairo. Sein Afrikanistikstudium schloss er 1995 mit einer Diplomarbeit über Fanakalo. Dokumentation einer Pidginsprache ab. Sein Kommilitone und Freund in Wien war Salam Pax.

## Karriere
Von 1996 bis 2000 war er als freier Journalist für Zeitschriften und Tageszeitungen wie Welt am Sonntag, Format und News tätig.
Seit dem Jahr 2000 arbeitete er beim News Verlag und seit 2003, zuletzt in der Chefredaktion für e-Media, ehe er 2008 als stellvertretender Chefredakteur zum Monatsmagazin Datum wechselte und für das Außenpolitikressort „Globus“ verantwortlich war. Kaltenbrunner wurde im Mai 2009 zum Chefredakteur befördert und führte 2011 für das Monatsmagazin Datum die öffentliche Blattkritik im Literaturhaus Wien wieder ein, die regelmäßig von mehr als 100 Personen besucht wurde. Seit Oktober 2014 ist er auch Lektor an der FHWien der WKW am Institut für Journalismus & Medienmanagement.
Im November 2015 wurde bekannt, dass er die Zeitschrift Datum verlässt und mit Jänner 2016 als Chefredakteur zu kurier.at wechseln soll. Im Juli 2018 wurde bekannt, dass er kurier.at verlässt und als Chefredakteur digital zur Medienplattform Addendum wechselt. Mit Juli 2019 wechselt er von Addendum als Online-Chefredakteur zu Puls4. Kurze Zeit später wurde er zum Chefredakteur News des neuen Nachrichtensenders PULS 24 bestellt. 2023 gab er seine Position als Chefredakteur des Nachrichtensenders Puls 24 auf.

## Auszeichnungen
Unter seiner Führung von DATUM wurde das Magazin mit zahlreichen nationalen und internationalen Preisen ausgezeichnet.
Er erhielt als Chefredakteur zusammen mit dem Herausgeber Klaus Stimeder den Sonderpreis der Fachzeitschrift Der Österreichische Journalist 2009 „für das innovative Nischen-Qualitätsprodukt Datum“.

## Veröffentlichungen
- Fanakalo. Dokumentation einer Pidginsprache (= Veröffentlichungen der Institute für Afrikanistik und Ägyptologie der Universität Wien, Band 72 = Beiträge zur Afrikanistik, Band 53). Afro-Pub, Wien 1996. ISBN 3-85043-072-3
- Changing Views. Ein Kunstbuch der Kapsch-Gruppe. 2009
- (Hrsg., mit Erwin Javor) Israel. Was geht mich das an? Thespis GmbH, 2022, ISBN 978-3-9505300-0-1
- Allahs mächtige Influencer: Wie TikTok-Islamisten unsere Jugend radikalisieren, mit Clemens Neuhold, edition a, Wien 2025, ISBN 978-3-99001-794-4.[22]